# WTA Argentina Open 2021
Il WTA Argentina Open 2021 è stato un torneo femminile di tennis giocato sulla terra rossa. È la 1ª edizione del torneo dal 1987, che fa parte della categoria WTA 125 nell'ambito del WTA Challenger Tour 2021. Si gioca al Buenos Aires Lawn Tennis Club di Buenos Aires in Argentina dal 1° al 7 novembre 2021.

## Partecipanti al singolare

### Teste di serie
| Nazionalità | Giocatrice          | Ranking* | Testa di serie |
| ----------- | ------------------- | -------- | -------------- |
| Egitto      | Mayar Sherif        | 64       | 1              |
| Brasile     | Beatriz Haddad Maia | 91       | 2              |
| Ungheria    | Anna Bondár         | 133      | 3              |
| Romania     | Irina Maria Bara    | 138      | 4              |
| Ungheria    | Panna Udvardy       | 139      | 5              |
| Georgia     | Ekaterine Gorgodze  | 161      | 6              |
| Francia     | Diane Parry         | 194      | 7              |
| Grecia      | Despina Papamichail | 198      | 8              |

* Ranking al 25 ottobre 2021.

### Altre partecipanti
Le seguenti giocatrici hanno ricevuto una wild card per il tabellone principale:
- Julieta Estable
- Sofía Luini
- Jazmín Ortenzi
- Solana Sierra

Le seguenti giocatrici sono passate dalle qualificazioni:
- María Victoria Burstein
- Martina Capurro Taborda
- Sol Faga
- Luciana Moyano

### Ritiri
Prima del torneo
- Susan Bandecchi → sostituita da  Irene Burillo Escorihuela
- Indy de Vroome → sostituita da  Katharina Gerlach
- Federica Di Sarra → sostituita da  Elina Avanesjan
- Jana Fett → sostituita da  Laura Pigossi
- Julia Grabher → sostituita da  María Lourdes Carlé
- Ylena In-Albon → sostituita da  Andrea Lázaro García
- Leonie Küng → sostituita da  Bárbara Gatica
- Gabriela Talabă → sostituita da  Victoria Jiménez Kasintseva
- Seone Mendez → sostituita da  You Xiaodi
- Tereza Mrdeža → sostituita da  Emiliana Arango
- Renata Zarazúa → sostituita da  Carolina Meligeni Alves

## Partecipanti al doppio

### Teste di serie
| Nazione  | Giocatrice              | Nazione  | Giocatrice         | Rank1 | Seed |
| -------- | ----------------------- | -------- | ------------------ | ----- | ---- |
| Romania  | Irina Maria Bara        | Georgia  | Ekaterine Gorgodze | 231   | 1    |
| Brasile  | Carolina Meligeni Alves | Brasile  | Laura Pigossi      | 331   | 2    |
| Ungheria | Anna Bondár             | Ungheria | Panna Udvardy      | 419   | 3    |
| Cile     | Bárbara Gatica          | Brasile  | Rebeca Pereira     | 470   | 4    |

* Ranking al 25 ottobre 2021.

### Altre partecipanti
Le seguenti coppie hanno ricevuto una wild card per il tabellone principale:
- Marina Bulbarella /  María Victoria Burstein
- Martina Capurro Taborda /  Luciana Moyano
- Martina Roldán Santander /  Merlina Sarno

## Campionesse

### Singolare
Anna Bondár ha sconfitto in finale  Diane Parry con il punteggio di 6-3, 6-3.

### Doppio
Irina Maria Bara /  Ekaterine Gorgodze hanno sconfitto in finale  María Lourdes Carlé /  Despina Papamichail con il punteggio di 5-7, 7-5, [10-4].